# Courtalain

Courtalain este o comună în departamentul Eure-et-Loir, Franța. În 1 ianuarie 2018 avea o populație de 656 de locuitori.